# The Black Dahlia Murder
The Black Dahlia Murder este o formație americană de heavy metal din Waterford Township, statul  Michigan, formată în 2000. Denumirea formației derivă de la omorul neelucidat al lui Elizabeth Short din 1947, adesea menționată ca Black Dahlia. Trupa constă din vocalistul Trevor Strnad, chitariștii Brian Eschbach și Ryan Knight, bateristul Alan Cassidy, și basistul Max Lavelle. Din cele 6 albumuri de studio ale lor, ultimele 5 au intrat în topul Billboard 200, cu ultimul lor album Everblack debutând pe poziția 32.

## Membri
Membri actuali
- Trevor Strnad – vocal (2001–prezent)
- Brian Eschbach – chitară ritmică (2001–prezent)
- Ryan Knight – chitară (2009–prezent)
- Max Lavelle – chitară bas (2012–prezent)
- Alan Cassidy – baterie (2012–prezent)

Foști membri
- Mike Schepman – chitară bas (2001)
- John Deering – chitară (2001–2002)
- Sean Gauvreau – chitară bas (2001–2002)
- Cory Grady – baterie (2001–2004)
- David Lock – chitară bas (2002–2005)
- John Kempainen – chitară (2002–2008)
- Zach Gibson – baterie (2005)
- Ryan "Bart" Williams – chitară bas (2005–2012)
- Pierre Langlois – baterie (2006)
- Shannon Lucas – baterie (2007–2012)

## Discografie
Albumuri de studio
| An   | Titlu                                                                                              | Poziție de top | Poziție de top | Poziție de top | Poziție de top |
| An   | Titlu                                                                                              | U.S.           | U.S.           | U.S.           | U.S.           |
| An   | Titlu                                                                                              | 200            | Hard Rock      | Ind            | Heat           |
| ---- | -------------------------------------------------------------------------------------------------- | -------------- | -------------- | -------------- | -------------- |
| 2003 | Unhallowed - Lansare: 17 iunie 2003 - Label: Metal Blade - Format: CD, digital download, vinyl     | —              | —              | —              | —              |
| 2005 | Miasma - Lansare: 12 iulie 2005 - Label: Metal Blade - Format: CD, digital download, vinyl         | 118            | —              | 5              | 1              |
| 2007 | Nocturnal - Lansare: 18 septembrie 2007 - Label: Metal Blade - Format: CD, digital download        | 72             | 7              | 5              | —              |
| 2009 | Deflorate - Lansare: 15 septembrie 2009 - Label: Metal Blade - Format: CD, digital download, vinyl | 43             | 4              | 5              | —              |
| 2011 | Ritual - Lansare: 17 iunie 2011 - Label: Metal Blade - Format: CD, digital download, vinyl         | 31             | 4              | 6              | —              |
| 2013 | Everblack - Lansare: 11 iunie 2013 - Label: Metal Blade - Format: CD, digital download, vinyl      | 32             | —              | —              | —              |
| 2015 | Abysmal                                                                                            |                |                |                |                |
| 2017 | Nightbringers                                                                                      |                |                |                |                |
| 2020 | Verminous                                                                                          |                |                |                |                |

Demos and EPs
- What a Horrible Night to Have a Curse (demo, 2001)
- A Cold-Blooded Epitaph (EP, 2002)
- Demo 2002 (demo, 2002)
- Grind 'Em All ( EP, 2014)

DVDs
- Majesty (2009)
- Fool 'Em All (2014)